# Dux Belgicae secundae
El dux Belgicae secundae fue un cargo militar usado en el Imperio romano de Occidente en los siglos IV y V. Designaba a la persona que comandaba las fuerzas limitanei situadas en la provincia de Belgica secunda, en la parte norte de la diócesis de las Galias.

## Descripción y funciones
El cargo se creó en el siglo IV como parte de la reorganización estratégica del ejército emprendida por Constantino I mediante la que se dividió el ejército en dos grandes bloques: una parte estacionada de manera permanente en las fronteras cuyas unidades —limitanei— eran comandadas por duces y otra de carácter móvil —comitatenses— que apoyaba a los primeros en caso de invasión o se enfrentaba a los invasores si estos conseguían rebasar las fronteras y penetrar en el imperio.
El área fronteriza al cargo del dux Belgicae secundae era la costa norte de la Galia en un tramo que iba desde la desembocadura del río Sena hasta la del río Escalda donde debía dirigir la defensa frente a incursiones de piratas sajones y francos. Junto al dux tractus Armoricani —también en la Galia— y el comes litoris Saxonici —en la costa sur de Britania— protegían las costas del canal de la Mancha.
A finales del siglo IV se redujeron las tropas bajo su mando y para la segunda década del siglo V había acabado por desaparecer. Esto ocurrió en el marco de la gran crisis sufrida por el Imperio occidental durante el gobierno de Honorio que fue motivada por grandes invasiones bárbaras y varios intentos de usurpación. Las fuerzas al mando del dux se unieron —junto al resto de tropas estacionadas en la Galia— al usurpador Constantino de Britania cuando este desembarcó en el continente durante los primeros meses del año 407. Cuando Flavio Constancio consiguió estabilizar el imperio en 418, el ejército de campo había perdido casi la mitad de sus efectivos lo que se intentó solucionar traspasando tropas limitanei de las fronteras al ejército de campo. Los restantes efectivos del dux fueron, entonces, incorporados como pseudocomitatenses.

## Estado Mayor
Contaba con un officium o Estado Mayor que coordinaba la estrategia y asumía el control administrativo y burocrático de las tropas. Estaba formado por los siguientes cargos:
- Un principe, máximo responsable del officium y de la ejecución de las órdenes del dux.
- Un numerarium que administraban las finanzas y se encargaban de los suministros y la paga a los soldados.
- Un commentariense, encargados de los registros y de la justicia criminal.
- Varios adiutorem encargado de las cuestiones jurídicas civiles y que eran asistido por ayudantes (subadiuvae).
- Un Regerendari encargado del transporte y comunicaciones entre las unidades militares.
- Varios Exceptores que se aseguraban de que las órdenes del Estado Mayor eran entendidas y cumplidas por las unidades.
- Varios Singulares et reliquii officiales quienes eran el resto del personal que trabajaba en el Estado Mayor.

## Tropas a su mando
En el momento de redactarse la Notitia dignitatum el grupo de tropas a su cargo se componía de 3 unidades de infantería, caballería y naval:
- Milites Nervii (infantería) estacionados en Portus Epiatici (Oudenburg).
- Equites Dalmatiae (caballería) estacionados en Marciae (Marck).
- Classis Sambrica (naval) estacionados en Quartensis sive Hornensis (Saint Valery).

Además de estas unidades, se estima que también existían destacamentos en Lugdunum Batavorum (junto a Katwijk); Gesoriacum (Boulogne-sur-Mer); Tarvenna (Cassel) y Samarobriva (Amiens).

Distribución del ejército romano en la Galia a final del siglo IV / inicios del V.
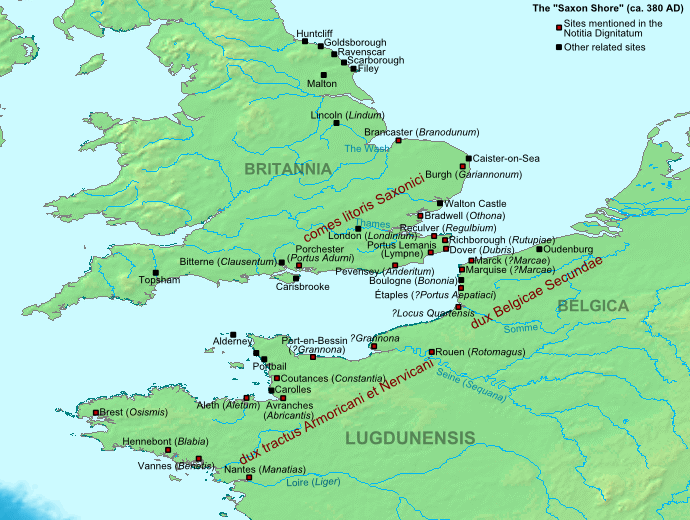
Estructura defensiva de las costas del canal de la Mancha (la costa sajona)